# 群馬県道313号太田大泉線

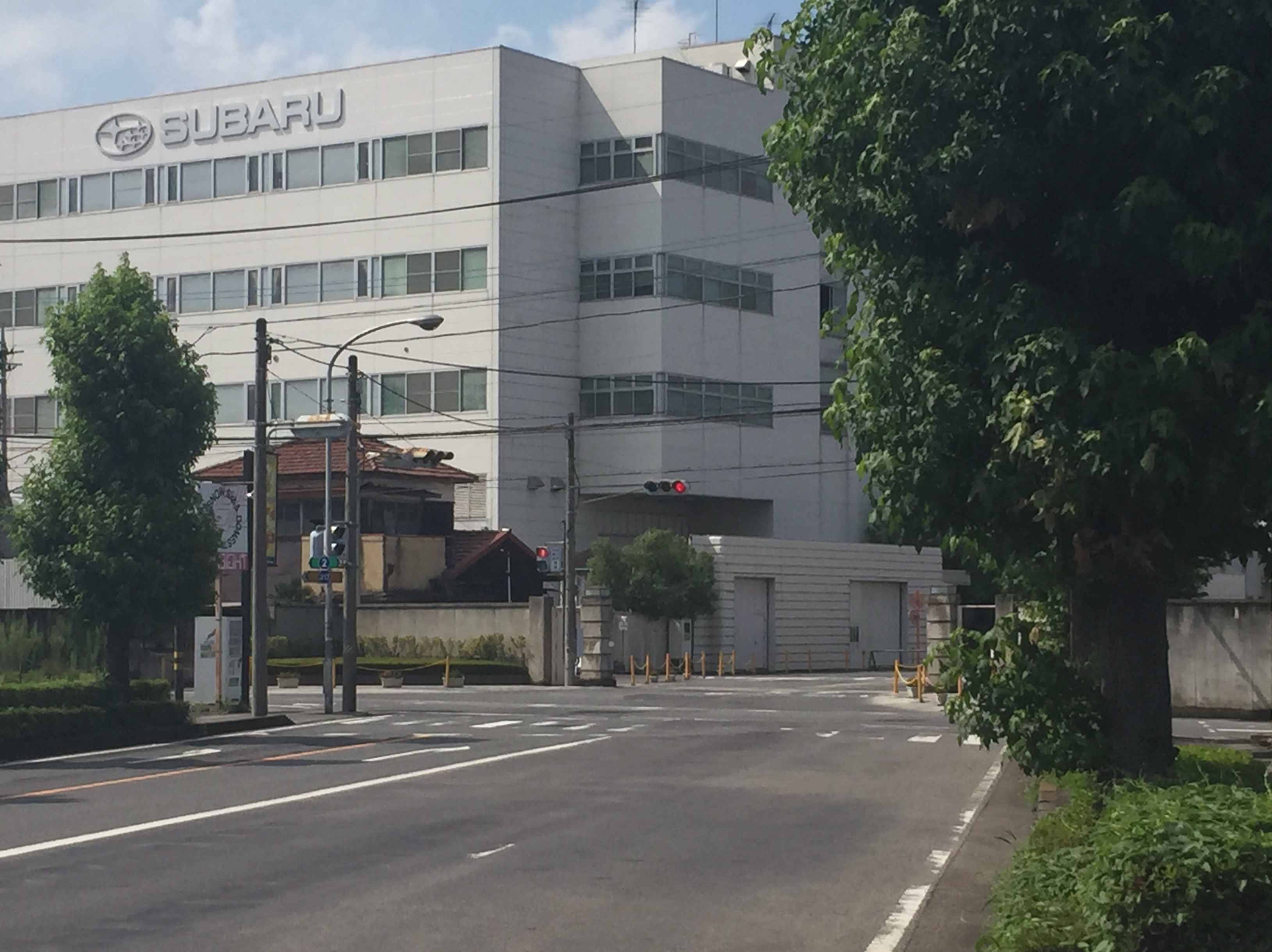
太田市・起点（2015年7月）

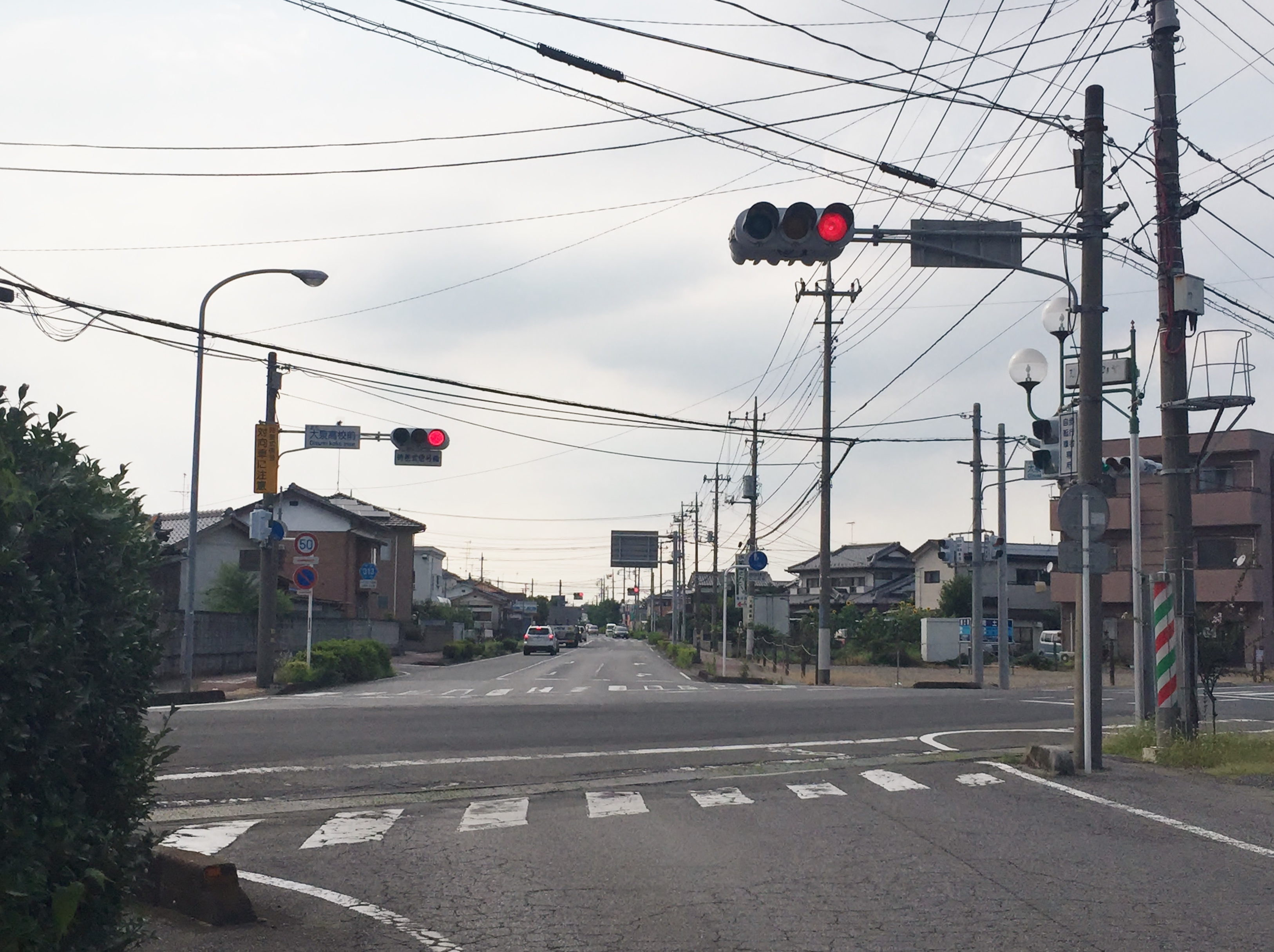
大泉町・大泉高校前交差点
（終点、2015年7月）
正面方向が県道313号である。

群馬県道313号太田大泉線（ぐんまけんどう313ごう おおたおおいずみせん）は、群馬県太田市から邑楽郡大泉町に至る一般県道である。

## 路線データ
- 起点 : 群馬県太田市東本町/スバル町（群馬県道2号前橋館林線交点〈SUBARU南門前交差点〉）[注釈 1]
- 終点 : 群馬県邑楽郡大泉町北小泉2,3,4丁目（群馬県道38号足利千代田線交点〈大泉高校前交差点〉）[注釈 2]

## 歴史
- 1959年（昭和34年）9月18日：群馬県より現・道路法に基づき、県道太田大泉線（太田市 - 邑楽郡大泉町、整理番号26）が路線認定される[2]。
  - 同日、前身路線にあたる県道太田小泉線（太田市 - 邑楽郡大泉町、整理番号175）が路線廃止される[3]。

## 路線状況

### 通称
- 公園通り（太田市内）

## 地理

### 通過する自治体
- 群馬県
  - 太田市 - 邑楽郡大泉町

### 交差する道路
- 群馬県道323号鳥山竜舞線（太田市小舞木町・小舞木町交差点）
- 国道354号（東毛広域幹線道路）（大泉町いずみ1丁目/北小泉4丁目・西原交差点）

### 交差する河川
- 休泊川（藤四郎橋、太田市内ケ島町/朝日町）

### 交差する鉄道
- 東武伊勢崎線（太田市東本町 - 新島町）
- 東武小泉線（支線）（太田市新島町）

### 沿線
- SUBARU（旧・富士重工業）群馬製作所本工場（太田市スバル町）
- 太田市運動公園（太田市飯塚町）
- SUBARU（旧・富士重工業）群馬製作所大泉工場（太田市朝日町/大泉町いずみ1丁目）
- 金山自動車教習所（太田市龍舞町）
- 群馬県立大泉高等学校（大泉町北小泉2丁目）